# 남일초등학교 두산분교
남일초등학교 두산분교는 충청북도 청주시 상당구 남일면 두산길 53 (두산리)에 있었던 분교이다.

## 발자취
- 1964년 8월 4일 설립인가
- 1965년 3월 16일 남일국민학교 두산분교장 개교
- 1970년 3월 1일 두산국민학교 개교
- 1984년 6월 11일 병설유치원 설립인가
- 1996년 3월 1일 두산초등학교로 개칭
- 2000년 2월 7일 제30회 졸업식(4명)
- 2000년 2월 10일 제16회 유치원 수료식(11명)
- 2000년 3월 1일 남일초등학교 두산분교장
- 2010년 9월 1일 본교로 통폐합

## 폐교 이후
폐교 이후, 해당 부지에는 2011년 충북두산학생테니스장 보관됨 2021-01-28 - 웨이백 머신이 들어왔다.